# Älvängslöpare
Älvängslöpare (Platynus longiventris) är en skalbaggsart som beskrevs av Mannerheim 1825. Älvängslöpare ingår i släktet Platynus, och familjen jordlöpare. Enligt den svenska rödlistan är arten akut hotad i Sverige. Arten förekommer i Svealand och Nedre Norrland. Artens livsmiljö är våtmarker, skogslandskap.

## Bildgalleri

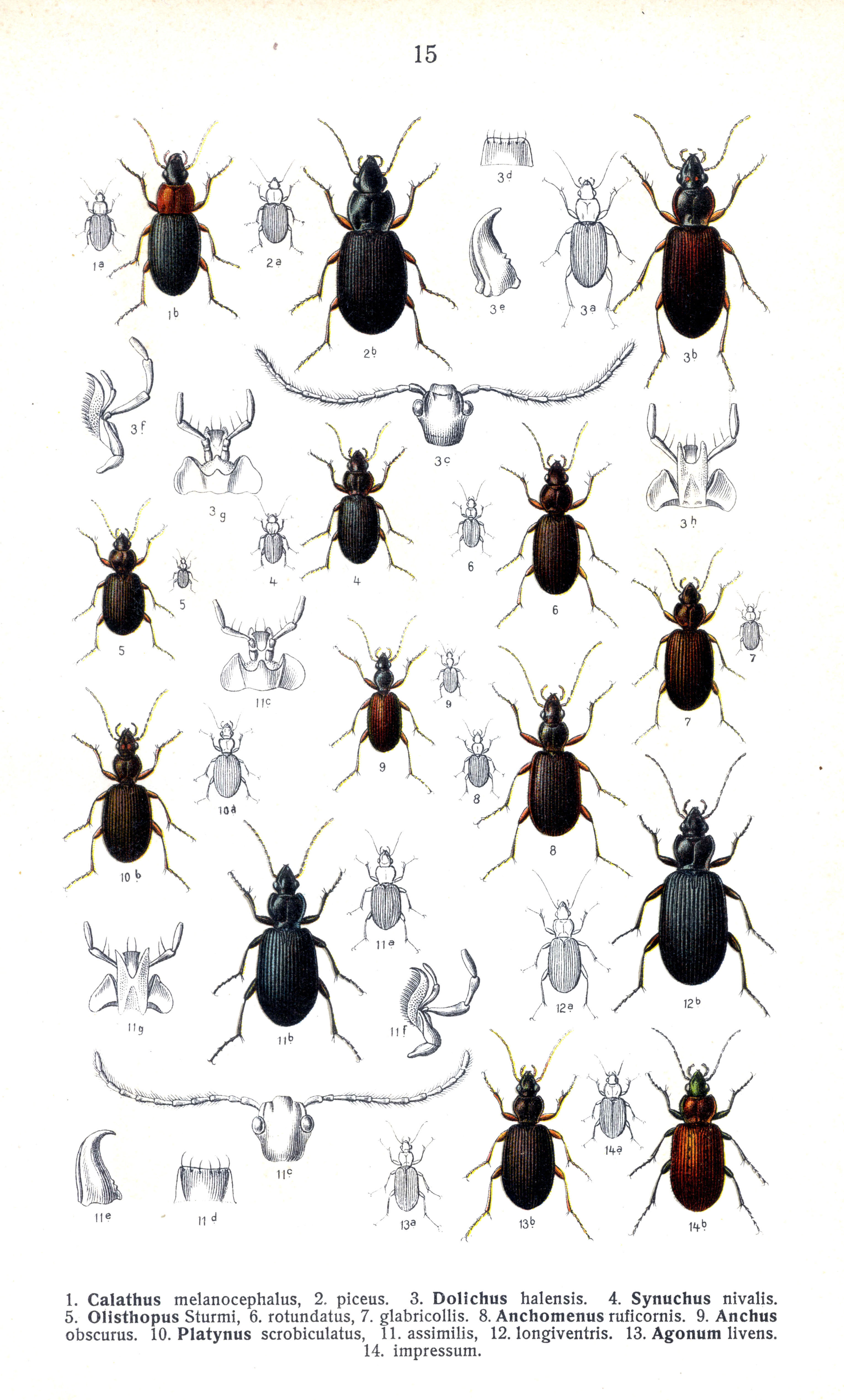